# Mólo

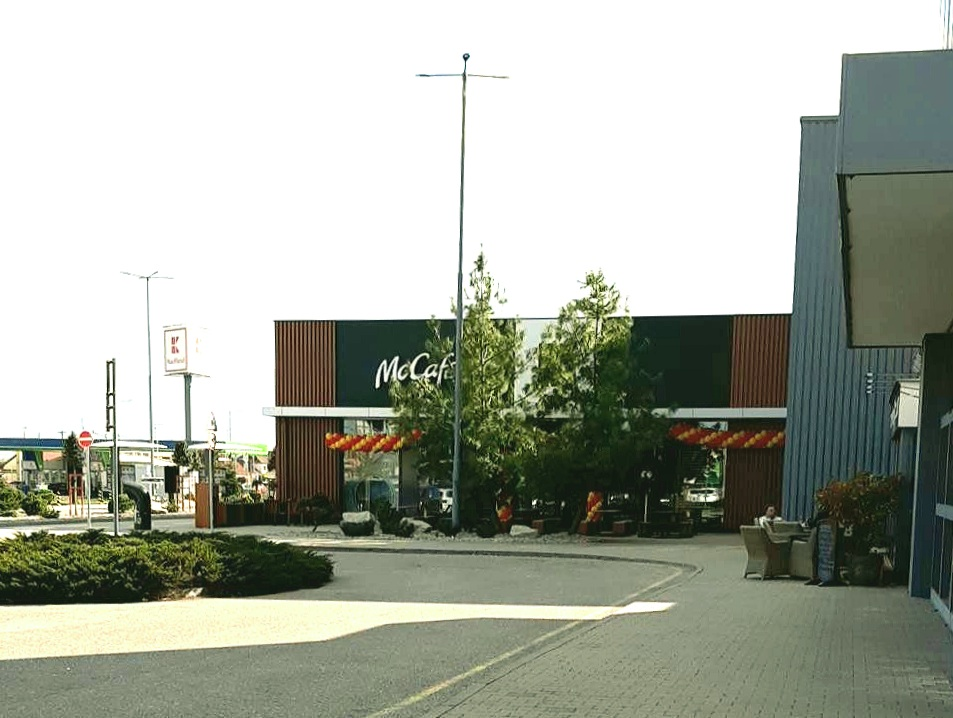
El restaurante McDonald's

El Nákupné centrum Mólo o MÓLO (literalmente Centro Comercial Embarcadero, desde 2019 el Nákupné centrum Molo o MOLO también) es un centro comercial y de entretenimiento en Pezinok, Eslovaquia, situada en la Calle Myslenická 2/C, en la localidad Sahara. Se abrió al público el 24 de septiembre de 2005.
El 13 de abril de 2023 a las 11 en punto, el restaurante McDonald's estaba abierto aquí.

## Ubicación
Se encuentra junto al segundo sídlisko más grande de Pezinok, Sur, y se encuentra a 1,5 km del centro histórico. El centro comercial Mólo está situado en la zona empresarial y productiva llamada Sahara Shopping Park, junto a la ruta de la segunda clase 502.
El centro comercial está ubicado entre dos paradas de autobús, al lado del centro comercial hay un hipermercado Tesco con tiendas, y alrededor del centro comercial hay cuatro estaciones de servicio, un departamento Kaufland tienda y una tienda de descuento Lidl.

## Parámetros
El área de locales comerciales es de 6300 m², 49 tienedas ofrecen sus servicios. 200 plazas de aparcamiento a disposición de los clientes.